# Weberstraße 44 (Quedlinburg)

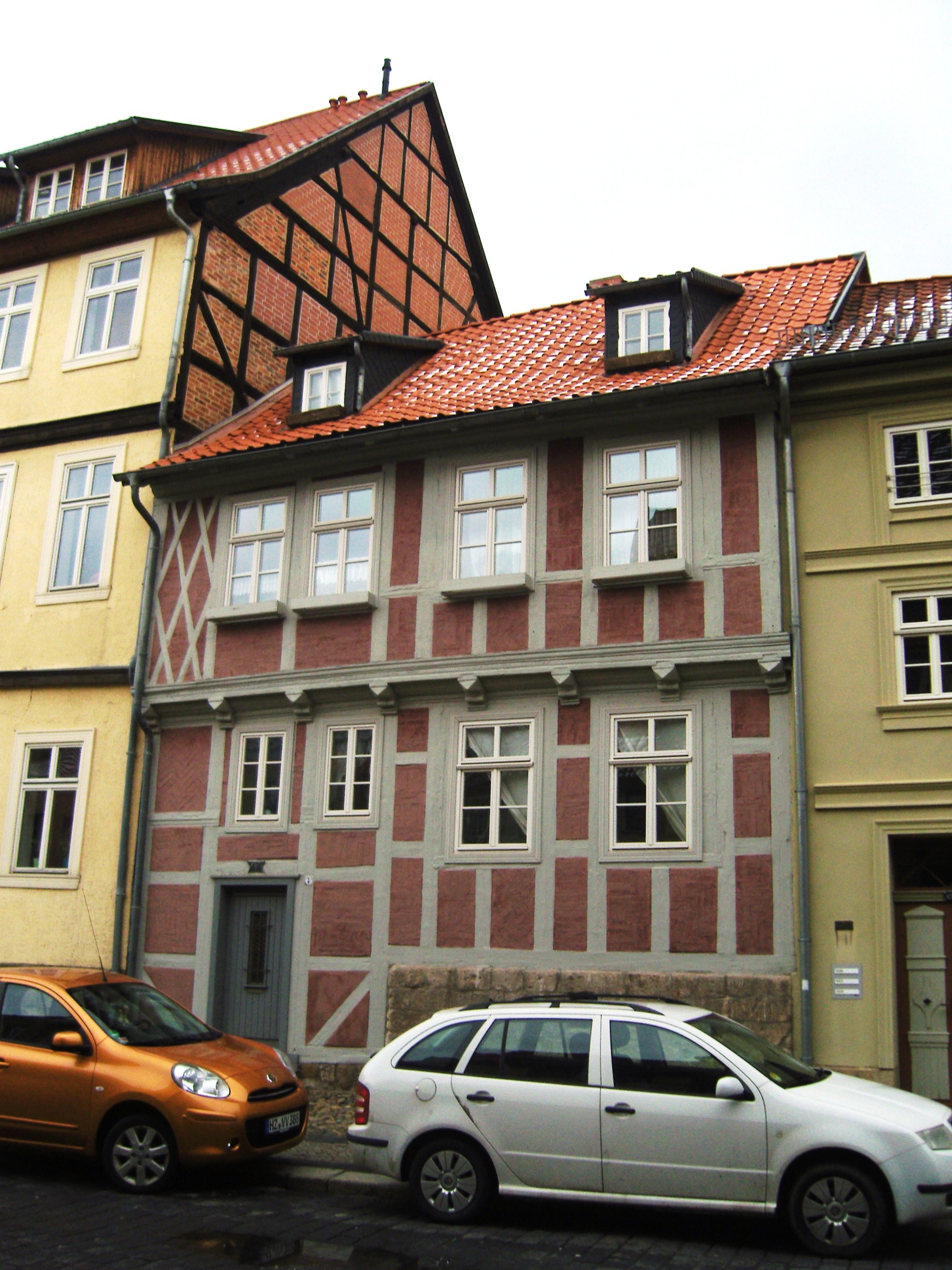
Haus Weberstraße 44

Das Haus Weberstraße 44 ist ein denkmalgeschütztes Gebäude in der Stadt Quedlinburg in Sachsen-Anhalt.

## Lage
Es befindet sich im nördlichen Teil der historischen Quedlinburger Neustadt und gehört zum UNESCO-Weltkulturerbe. Im Quedlinburger Denkmalverzeichnis ist es als Wohnhaus eingetragen. Nördlich grenzt das gleichfalls denkmalgeschützte Haus Weberstraße 43, südlich das Haus Weberstraße 45 an.

## Architektur und Geschichte
Das zweigeschossige Fachwerkhaus wurde nach einer Bauinschrift im Jahr 1703, nach anderen Angaben 1702 durch den Zimmermeister Joachim Lange errichtet. Auf ihn verweist die Inschrift JOACHIM LANGE ZIMERMAN. Das Fachwerk weist verschiedene Verzierungen auf. Es bestehen Pyramidenbalkenköpfe, Stockschwelle und Füllhölzer sind profiliert. Darüber hinaus finden sich Reste eines Brüstungsholzes sowie im oberen Geschoss Rautenkreuze. Die Gefache sind mit Zierausmauerungen in unterschiedlichen Formen versehen. Lange veränderte am Haus erstmals die bis dahin streng regelmäßig ausgeführte Stellung der Fachwerkständer, indem er die Ständerabstände variierte.